# 95-я пехотная дивизия (США)
95-я пехотная дивизия (англ. 95th Infantry Division) — дивизия Армии США. Прозвище: "Iron men of Metz".
- Первая мировая война

Сформирована в сентябре 1918 года в составе 189-й и 190-й пехотных бригад, в боевых действиях участия не принимала.
Расформирована в декабре 1918 года.
- Вторая мировая война

Сформирована 15 июля 1942 года. С сентября 1944 года на Западном фронте во Франции.
Состав: 377, 378, 379-й пехотные полки; 358,359,360-й (сред.), 920-й (лег.) полевые артиллерийские батальоны.
Кампании: Северо-Западная Европа (сентябрь 1944 — май 1945 гг.; 3-я и 9-я армии).
Командиры:
- генерал-майор Гарри Л. Туоддл (апрель 1943 — октябрь 1945 гг.)

Расформирована 15 октября 1945 года.